# Richard Squires

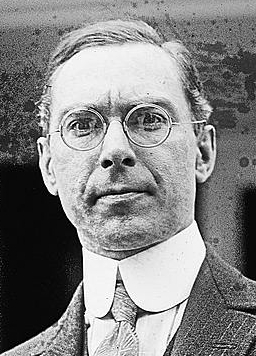
Sir Richard Squires, Premierminister des Dominion Neufundland 1921

Sir Richard Anderson Squires KCMG (* 18. Januar 1880 in Harbour Grace, Neufundland; † 26. März 1940 in St. John’s, Neufundland) war ein Neufundlandischer Politiker der Liberal Reform Party sowie zweimaliger Premierminister des Dominion Neufundland.

## Leben
Squires gründete 1907 die People’s Party, die bereits bei den Wahlen zum Abgeordnetenhaus 1908 stärkste Oppositionspartei im Parlament wurde. Er selbst verfehlte jedoch bei diesen Wahlen ein Abgeordnetenmandat lediglich um fünf Stimmen. Da die Wahlen jedoch mit einer Pattsituation von jeweils 18 Sitzen für seine People’s Party und der Liberalen Party des bisherigen Premierministers Sir Robert Bond endete, trat dieser zurück, so dass Edward Morris von der Volkspartei neuer Premierminister wurde.
Bei den von diesem ausgerufenen vorgezogenen Neuwahlen gewann die People’s Party eine breite Mehrheit von 26 der 36 Mandate im Abgeordnetenhaus und auch Squires erhielt einen Sitz im Parlament, den er allerdings bei den allgemeinen Wahlen 1913 wieder verlor.
Dennoch ernannte ihn Premierminister Morris 1914 zum Justizminister (Attorney General) sowie zum Mitglied des Legislativrates. Die Notwendigkeit mehr Freiwillige für einen Kriegseinsatz im Ersten Weltkrieg zu ermutigen, führte zu einer vereinigten Legislativfront und letztlich 1917 zur Bildung einer Allparteienregierung, der sogenannten National Government, in der Morris Premierminister blieb. Im Rahmen dieser Regierungsumbildung übergab Squires das Amt des Attorney General an William Frederick Lloyd von der Liberalen Partei, während er selbst Kolonialsekretär wurde.
Nach dem Rücktritt von Morris am 31. Dezember 1917 wurde eine neue Nationale Regierung gebildet, in der Lloyd am 5. Januar 1918 Premierminister wurde. Squires lehnte die ihm angebotene Übernahme eines Ministeramtes jedoch ab und wurde 1919 Vorsitzender der Liberalen Reformpartei.
Am 17. November 1919 bildete er als Premierminister eine Koalitionsregierung aus Liberalen und Fishermen’s Protective Union. 1921 wurde er als Knight Commander des Order of St. Michael and St. George in den persönlichen Adelsstand erhoben und führte seitdem das Prädikat Sir. Als es aufgrund von Unstimmigkeiten innerhalb der Regierung, wegen Korruptionsvorwürfen gegen Squires zum Rücktritt von vier Ministern kam, trat er schließlich am 24. Juli 1923 vom Amt des Premierministers zurück.

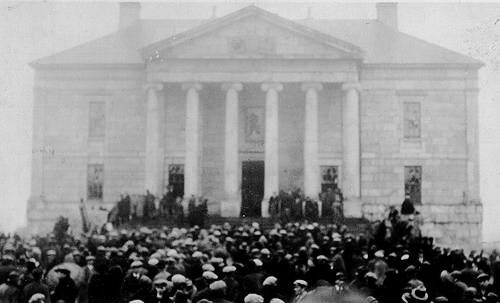
Demonstration vor dem Parlamentsgebäude im April 1932

Bei den Wahlen zum Abgeordnetenhaus 1928 erzielte die von Squires geführte Liberal Party einen Wahlsieg, so dass er am 17. November 1928 zum zweiten Mal Premierminister des Dominion Neufundland wurde. Im Zuge der Great Depression nach der Weltwirtschaftskrise versammelten sich am 5. April 1932 mehr als 10.000 Demonstranten vor dem Abgeordnetenhaus. Nachdem einer Delegation der Demonstranten der Zugang zum Parlamentsgebäude verwehrt wurde, verschaffte sich die Menge gewaltsam Zugang zum Parlamentsgebäude. Squires, der nur knapp der aufgebrachten Menschenmasse entkommen konnte, löste daraufhin das Parlament auf und setzte Neuwahlen für den 11. Juni 1932 fest.
Bei dieser erlitt nicht nur die Liberal Party eine Niederlage, sondern auch er verlor sein Mandat im Abgeordnetenhaus und blieb aber politisch aktiv in der Opposition zur britischen Kommission, die das Land verwaltete.